# Convento de San Francisco (Sanlúcar de Barrameda)

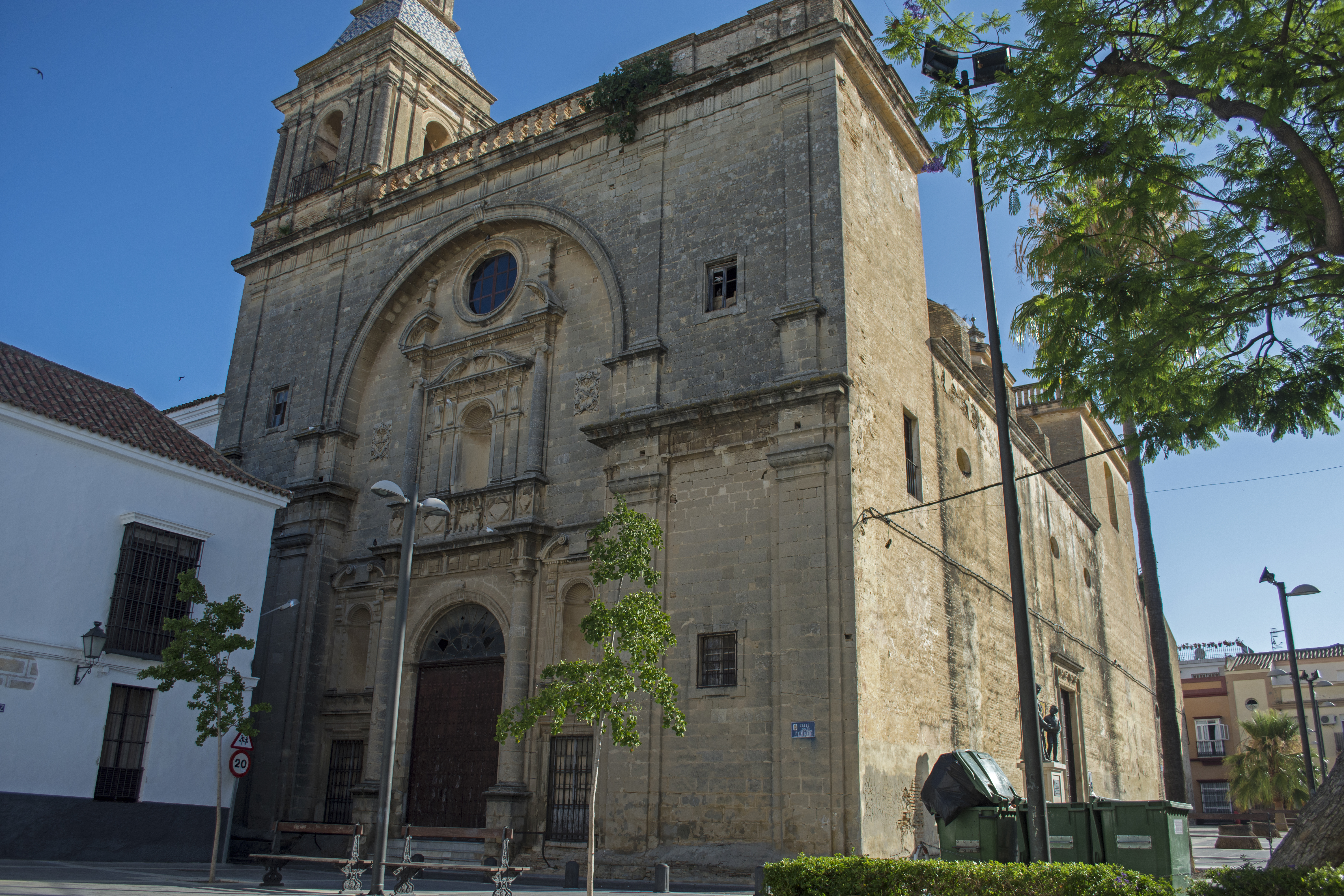
Vista del exterior de la iglesia de San Francisco.

El Convento de Nuestra Señora de los Ángeles de Sanlúcar de Barrameda, conocido popularmente como Convento de San Francisco, fue un monasterio masculino de la Orden Franciscana, situado en el municipio español de Cádiz, en la andaluza provincia de Cádiz. El edificio que albergó la comunidad forma parte del Conjunto histórico-artístico y de la Ciudad-convento de Sanlúcar de Barrameda.
Fue fundado en 1443 por la iniciativa de varios particulares sanluqueños, entre ellos el tío de Alonso Fernández de Lugo, quien en 1441 había fundado la Iglesia de la Trinidad. Posteriormente la Casa de Medina Sidonia lo tomó bajo su patronato, perteneciendo primero a la provincia franciscana de las Islas Canarias para luego pasar a la Bética.
La iglesia fue construida en torno a 1495 por el maestro albañil Francisco Rodríguez y bajo el patrocinio del III duque de Medina Sidonia. En 1700 la comunidad se trasladó de lugar, construyéndose una nueva iglesia y convento, dirigiendo las obras Juan Rodríguez Portillo, que se acabaron en lo sustancial en 1748, inaugurándose oficialmente el nuevo convento en 1752.
Al haber tenido este monasterio dos ubicaciones a lo largo de su historia, se habla de San Francisco el Viejo y de San Francisco el Nuevo. En el emplazamiento del antiguo tan sólo se conservan la Capilla de San Diego de Alcalá y la Capilla del Calvario.
En el convento se encuentra una talla de La Roldana.
Actualmente, esta iglesia es sede de tres hermandades que procesionan en la Semana Santa sanluqueña (La Hermandad del Santo Entierro,La del Silencio y La del Resucitado).